# Statzendorf
Statzendorf est une commune autrichienne du district de Sankt Pölten-Land en Basse-Autriche.

## Géographie
Statzendorf est situé dans la vallée de la Traisen, affluent du Danube. La culture de la vigne y est célébrée lors de fêtes en septembre.

## Histoire
Près de la localité de Kuffern, dépendant de la commune de Statzendorf, a été découverte à la fin du XIXe siècle une nécropole protohistorique, d'où provient la situle de Kuffern.
Au cours des siècles, Statzendorf a appartenu à plusieurs familles nobles, dont les Habsbourg. La commune a été gravement endommagée pendant la Seconde Guerre mondiale, mais elle a été reconstruite dans les années qui ont suivi.

## Tourisme
Statzendorf est une destination touristique populaire, surtout pour les amateurs de vin et de randonnée. La commune abrite plusieurs vignobles et sentiers de randonnée pittoresques.Parmi les attractions touristiques de Statzendorf, on trouve :
- Le château de Statzendorf, qui date du XIIe siècle et qui abrite aujourd'hui un musée.
- L'église Saint-Martin, qui date du XIVe siècle.
- Le musée du vin, qui retrace l'histoire de la viticulture dans la région.
- Les sentiers de randonnée du Mostviertel, qui offrent des vues panoramiques sur les Alpes.

## Économie
L'économie de Statzendorf est basée sur l'agriculture, la viticulture et le tourisme. La commune abrite plusieurs exploitations agricoles et vignobles, ainsi que des hôtels et des restaurants.

## Personnalités
Parmi les personnalités nées à Statzendorf, on trouve :
- Franz Xaver Gruber, compositeur du célèbre cantique de Noël "Douce nuit, sainte nuit".
- Josef Schöffel, homme politique autrichien.